# Christoph Asmuth
Christoph Asmuth (* 20. August 1962 in Bochum) ist ein Philosoph und Hochschulprofessor.

## Leben
Asmuth studierte an der Ruhr-Universität Bochum Philosophie, Germanistik, Pädagogik und Geschichte vor allem bei Kurt Flasch und Burkhard Mojsisch und schloss sein Studium mit dem Magister in Philosophie ab. 1995 wurde er ebenfalls an der Ruhr-Universität Bochum bei Burkhard Mojsisch mit der Arbeit „Das Begreifen des Unbegreiflichen. Philosophie und Religion bei Johann Gottlieb Fichte“ promoviert. Es folgte ab 1998 eine Anstellung als Hochschulassistent am Fachbereich Philosophie der Technischen Universität Berlin.
Im Jahre 2003 habilitierte sich Asmuth mit der Arbeit „Interpretation – Transformation. Das Platonbild bei Fichte, Schelling, Hegel, Schleiermacher und Schopenhauer und das Legitimationsproblem der Philosophiegeschichte“ an der Technischen Universität Berlin.
Asmuth war seit 2009 außerplanmäßiger Hochschulprofessor an der Technischen Universität Berlin und leitete dort die BMBF-Forschungsprojekte „Translating Doping - Doping Übersetzen“ und "ANTHROPOFAKTE". Seit 2020 ist Asmuth Lehrstuhlinhaber für Philosophie an der Augustana-Hochschule Neuendettelsau. Von September 2022 bis August 2024 war Asmuth Rektor der Augustana-Hochschule Neuendettelsau.

## Forschungsschwerpunkt
Die systematischen Schwerpunkte Asmuths liegen in den Bereichen: Wissenschaftsphilosophie, Technikphilosophie, Deutscher Idealismus, Transzendentalphilosophie, Sprachphilosophie, Erkenntnistheorie, Religionsphilosophie, Philosophie und Theologie, praktische Philosophie, Wissenschaftstheorie, Theorie des Bildes und Körper-Geist-Problematik. Er arbeitet zu antiken Autoren, insb. Platon, Plotin, Augustinus zu mittelalterlichen Autoren, Anselm von Canterbury, Meister Eckhart, Nikolaus von Kues sowie zu verschiedenen Autoren der Neuzeit und der Moderne. Ein Schwerpunkt liegt bei Immanuel Kant, Johann Gottlieb Fichte, Friedrich Wilhelm Joseph Schelling und Georg Wilhelm Friedrich Hegel.  In seiner 2011 erschienene Monographie zum Bildbegriff unter dem Titel „Bilder über Bilder, Bilder ohne Bilder. Eine neue Theorie der Bildlichkeit“ nimmt Asmuth eine Ausweitung transzendentalphilosophischer Grundüberlegungen in andere und neue Problemstellungen vor. Eine neue Problemstellung entwickelt er auch in Bezug auf grundlegende Fragen der Philosophie des Körpers, der Bewegung, des Sports und der Gefühle und Affekte.

## Veröffentlichungen (Auswahl)

### Als Autor
- Wissen im Aufbruch. Die Philosophie der deutschen Klassik am Beginn der Moderne. (Kultur – System – Geschichte; 14) Königshausen & Neumann, Würzburg 2018, ISBN 978-3-8260-6505-7.
- Subjekt und Prinzip. Philosophie des Anfangs. (Philosophische Hefte; 2) Logos Verlag: Berlin 2017, ISSN 2567-1758.
- Bilder über Bilder, Bilder ohne Bilder. Eine neue Theorie der Bildlichkeit. Wissenschaftliche Buchgesellschaft: Darmstadt 2011, ISBN 978-3-534-24181-1,  	ISBN 978-3-8260-6184-4.
- Interpretation – Transformation. Das Platonbild bei Fichte, Schelling, Hegel, Schleiermacher und Schopenhauer und das Legitimationsproblem der Philosophiegeschichte. Vandenhoeck & Ruprecht: Göttingen 2006, ISBN 978-3-525-30152-4.
- Das Begreifen des Unbegreiflichen. Philosophie und Religion bei Johann Gottlieb Fichte. 1800–1806. Stuttgart/Bad Cannstatt: Frommann-Holzboog: 1999, ISBN 3-7728-1900-1.

### Als Herausgeber
- mit Hartmut Traub u. Alexander Schnell: Fichte im Streit. Festschrift für Wolfgang Janke. (Kultur – System – Geschichte; 15) Königshausen & Neumann, Würzburg 2018, ISBN 978-3-8260-6602-3.
- mit Quentin Landenne: Perspektivität als Grundstruktur der Erkenntnis. (Kultur – System  – Geschichte; 12) Königshausen & Neumann, Würzburg 2018, ISBN 978-3-8260-6383-1.
- mit Lidia Gasperoni: Schemata. (Kultur – System – Geschichte; 11) Königshausen & Neumann, Würzburg 2017
- mit Concha Roldán u. Astrid Wagner: Harmonie, Toleranz, kulturelle Vielfalt. Aufklärerische Grundideen von Leibniz bis zur Gegenwart. (Kultur – System – Geschichte; 10) Königshausen & Neumann, Würzburg 2017
- mit Burkhard Nonnenmacher und Nele Schneidereit: Texte zur Theorie des Geldes. Philipp Reclam jun., Stuttgart 2016, ISBN 978-3-150-19370-9.
- mit Edgar da Rocha Marques u. Álvaro Balsas, SJ: Percepção e Conceito. Perception and Concept. Revista Portuguesa de Filosofia, 2016, Vol. 72 (2-3)
- mit Peter Remmers, Ästhetisches Wissen. (Berlin Studies of Knowledge Research; 7) Berlin/Boston 2015.
- mit Wibke Ehrmann: Zirkel – Widerspruch – Paradoxon. Das Denken des Selbst in der klassischen deutschen Philosophie und in der Gegenwart. (Kultur – System – Geschichte; 9) Würzburg: Königshausen & Neumann 2015
- mit Simon Gabriel Neuffer: Irrationalität. (Kultur – System – Geschichte; 7) Würzburg: Königshausen & Neumann 2015
- Saubere Leistung? – Grenzen akzeptieren! – Acht Module für einen fächerübergreifenden Unterricht zum Problemfeld Doping. (Themen und Materialien. Bundeszentrale für politische Bildung) Bonn 2013
- mit Christoph Binkelmann: Entgrenzungen des Machbaren? Doping im Schnittfeld zwischen Recht und Moral (Brennpunkt Doping. Die Macht des Machbaren und der moderne Mensch; 2) Bielefeld: transcript-Verlag 2012
- Was ist Doping? (Translating Doping – Doping übersetzen; 1). Bielefeld: Transcript, 2010, ISBN 978-3-8376-1444-2.
- Transzendentalphilosophie und Person: Leiblichkeit – Interpersonalität – Anerkennung. Bielefeld: Transcript, 2007, ISBN 978-3-89942-691-5
- Der Eine oder der Andere: ›Gott‹ in der klassischen deutschen Philosophie und im Denken der Gegenwart, Tübingen: Mohr Siebeck, 2010, ISBN 978-3-16-150112-8
- Subjekt und Gehirn, Mensch und Natur, Würzburg: Königshausen & Neumann, 2011, ISBN 978-3-8260-4573-8.
- Kant und Fichte – Fichte und Kant: Amsterdam: Rodopi, 2009, ISBN 978-90-420-2654-4.
- mit Hans Poser: Evolution. Modell – Methode – Paradigma. Königshausen & Neumann: Würzburg 2007.
- mit Wilhelm Metz: Die Sittenlehre J. G. Fichtes. 1798 – 1812. Grüner/Benjamins: Amsterdam/New York 2006.
- mit Alfred Denker u. Michael Vater: Schelling – Zwischen Fichte und Hegel. (Bochumer Studien zur Philosophie) Grüner/Benjamins: Amsterdam 2000.